# Zabrus morio
Zabrus (Zabrus) morio – gatunek chrząszcza z rodziny biegaczowatych, podrodziny Pterostichinae i plemienia Zabrini.
Gatunek opisany został w 1832 roku przez Édouarda Ménétriesa. W obrębie swojego rodzaju należy do podrodzaju nominatywnego.
Chrząszcz palearktyczny. Kriżanowskij i inni określają jego zasięg jako obejmujący Wyżynę Armeńską, nizinne obszary Kazachstanu, Turan, Kopet-dag, Tienszan i góry południowo-wschodniej Azji Środkowej. Wykazany został z Turcji, Armenii, Azerbejdżanu, Gruzji, Syrii, Iranu, Kazachstanu, Turkmenistanu, Uzbekistanu, Tadżykistanu, Afganistanu i Pakistanu. W Iranie znany m.in. z ostanu Ardabil.